# Curimopsis cyclolepidia
Curimopsis cyclolepidia là một loài bọ cánh cứng trong họ Byrrhidae. Loài này được Münster miêu tả khoa học năm 1902.